# 台北市立陽明高級中学
台北市立陽明高級中学（たいぺいしりつやんみんこうきゅうちゅうがく Taipei Municipal Yang Ming Senior High School）は、台湾台北市にある全日制高校である。

## 沿革
- 1968年8月1日：国民中学校として開校
- 1994年：学制改革により高等部を設置し中高一貫教育体制となる

## 歴代校長
初代　　秦汝炎
第二代　陳登瑞
第三代　邱添進
第四代　劉圳
第五代　蔡先口
第六代　朱桂芳
第七代　洪金英